# Fei Junlong
Fei Junlong (chinesisch 費俊龍 / 费俊龙, Pinyin Fèi Jùnlóng; * 11. Mai 1965 in Kunshan, Provinz Jiangsu) ist ein chinesischer Kampfpilot und Raumfahrer. Er startete am 12. Oktober 2005 zusammen mit Nie Haisheng bei der Mission Shenzhou 6 in den Weltraum. Diese Mission war der zweite bemannte und der erste mehrtägige Weltraumflug Chinas. Seit Februar 2014 ist Fei Junlong stellvertretender Direktor des Chinesischen Raumfahrer-Ausbildungszentrums.

## Jugend und Dienst bei der Luftwaffe
Fei Junlong wurde am 11. Mai 1965 in dem nach seinem Clan benannten natürlichen Dorf Feijiabin (费家浜自然村) auf dem Gebiet des heutigen Verwaltungsdorfs Yangchenghu (阳澄湖村) im Osten der Großgemeinde Bacheng (巴城镇) in Kunshan, Provinz Jiangsu, als drittes Kind – er hat noch zwei ältere Schwestern – einer alteingesessenen Bauernfamilie geboren. Fei Junlong träumte wie viele Jungen jener Zeit nicht davon, eines Tages in der Volkskommune mitzuarbeiten, sondern zur Volksbefreiungsarmee zu gehen. Er las die entsprechenden Comics, sah im Kino mit Vorliebe Kriegsfilme.
Fei Junlong besuchte das Gymnasium Bacheng (巴城中学), das ehemalige 6. Kreisgymnasium von Kunshan, das am 11. Februar 2006 zu seinen Ehren in „Fei-Junlong-Gymnasium Kunshan“ (昆山市费俊龙中学) umbenannt wurde.
Im Frühjahr 1982, er stand gerade kurz vor dem Abitur, rekrutierten die Luftstreitkräfte der Volksrepublik China im damaligen Kreis Kunshan Piloten. Ohne das vorher mit seinen Eltern zu besprechen, meldete sich Fei Junlong. Erst als er von der medizinischen Untersuchung wegen der dort durchgeführten Pupillenerweiterung mit einer Sonnenbrille nach Hause kam, gab er auf wiederholtes Nachfragen seine Berufswahl zu. Seine Eltern – er war noch nicht volljährig – stellten sich dem dann auch nicht in den Weg.
Im Juni 1982 trat Fei Junlong nach dem Abitur in die Volksbefreiungsarmee ein. Genauso wie viele seiner späteren Raumfahrerkollegen kam er zunächst an die  1. Grundausbildungsschule der Luftwaffe in Changchun. Nach dem Abschluss der Grundausbildung wechselte er 1984 für eine Strahlflugzeugführerausbildung (Abfangjäger und Erdkampfflugzeuge) an die 5. Luftwaffenschule in Wuwei (中国人民解放军空军第五航空学校), die er im Sommer 1985 mit der vollen Punktzahl abschloss.
Er hatte ursprünglich ein Angebot, im Stabsdienst bei der im August 1985 beginnenden Abwicklung der 9. Luftwaffenschule in Laohekou mitzuarbeiten. Am Vorabend der Abschlussurkundenverleihung überredete ihn jedoch die Führung der 5. Luftwaffenschule, als Ausbilder in Wuwei zu bleiben. Fei Junlong blieb dann bis zu seinem Eintritt in das Raumfahrerkorps an der im Juli 1986 in „5. Pilotenakademie“ (第五飞行学院) umbenannten Schule Ausbilder für Erdzielbekämpfung. Zwei der Piloten aus dem letzten Jahrgang, den er auf dem zweisitzigen Unterschall-Kampfschulflugzeug Chengdu JJ-5 (歼教五) ausbildete, wurden aufgrund ihrer hervorragenden Prüfungsergebnisse ebenfalls als Ausbilder übernommen. Fei Junlong selbst absolvierte 1790 unfallfreie Flugstunden, wofür ihm das Tätigkeitsabzeichen Militärluftfahrzeugführer der Stufe I verliehen wurde.

## Dienst im Raumfahrerkorps

### Ausbildung
1988 lernte Fei Junlong auf einem Heimaturlaub seine spätere Frau kennen, die Pekinger Statistikerin Wang Jie (王洁, * 1966), die gerade ihre Großmutter mütterlicherseits in Suzhou besuchte. Wang Jies Vater war bei der  Chinesischen Akademie für Trägerraketentechnologie an der Entwicklung der Changzheng-Raketen beteiligt. In jenem Jahr fiel ihm ein Zeitungsartikel in die Hände, wo Neil Armstrong mit dem Satz zitiert wurde, dass er zwar der erste Mann war, der den Mond betreten hatte, aber die erste Frau, die zum Mond geflogen wäre, wäre eine schöne Chinesin namens Chang’e gewesen. Dies weckte sein Interesse an der Raumfahrt, womit er der einzige unter den frühen Mitgliedern des Raumfahrerkorps der Volksbefreiungsarmee war, der sich schon vor 1995 stärker für dieses Gebiet interessierte. Fei Junlong pflegte zur Entspannung nach den nervlich stark belastenden Ausbildungsflügen Zigaretten zu rauchen, aber als sich Ende 1995 unter den Luftwaffenpiloten herumgesprochen hatte, dass Raumfahrerkandidaten ausgewählt würden, hörte er auf Anraten seiner Frau – er und Wang Jie hatten 1990 geheiratet, ihr Sohn Fei Di (费迪) wurde 1992 geboren – sofort mit dem Rauchen auf.
Im Frühsommer 1996 erhielt er als einer von gut 800 zunächst nach Aktenlage ausgewählten Kandidaten die Benachrichtigung, dass er für das bemannte Raumfahrtprogramm der Volksrepublik China ins Auge gefasst worden wäre und sich im Luftwaffensanatorium Jiujiang in Lushan (空军九江疗养院) für eine erste medizinische Untersuchung einzufinden hätte. Sein Schwiegervater, der sich über die Gefahren der Raumfahrt völlig im Klaren war – im Januar 1995 und im Februar 1996 waren bei fehlgeschlagenen Satellitenstarts auf dem Kosmodrom Xichang zahlreiche Menschen ums Leben gekommen – riet ihm, den Gestellungsbefehl abzulehnen, seine Frau unterstützte ihn jedoch. Fei Junlong selbst hatte nie den geringsten Zweifel.
Für die nächste Auswahlrunde musste er sich zunächst ins Hauptkrankenhaus der Luftwaffe in Peking (军空军总医院) begeben.
Die abschließenden, raumfahrtspezifischen Tests mit Zentrifuge, Unterdruckkammer etc. fanden im Forschungsinstitut für Raumfahrtmedizin und -technik statt, dem heutigen Raumfahrer-Ausbildungszentrum. Am 5. Januar 1998 wurde Fei Junlong als einer von 14 Raumfahrerkandidaten in das Raumfahrerkorps der Volksbefreiungsarmee aufgenommen. Während der Vorbereitungen für den ersten bemannten Raumflug Chinas, Shenzhou 5, wurde er für die Liste der letzten fünf Kandidaten ausgewählt, schaffte es dann aber nicht in die weiter ausgesiebte Drei-Mann-Staffel.

### Shenzhou 6
Gleich nach der Rückkehr von Yang Liwei wurden die 14 Männer des Raumfahrerkorps in sieben Zweiergruppen eingeteilt, die immer gemeinsam für die folgende Mission trainierten. Hierbei ging es nicht nur um körperliche Fitness – 80 Sekunden in der Zentrifuge bei 4 g, 60 Sekunden bei 6 g, dann Steigerung bis 8 g – sondern vor allem auch um Teamfähigkeit; die jeweils zwei Raumfahrer mussten Aufgaben immer gemeinsam lösen.
Da die Mission Shenzhou 6, anders als Yang Liweis 21-stündiger Flug, mehrere Tage dauern sollte, mussten die Kandidaten fünf Tage lang auf dem Rücken mit ausgestreckten Beinen auf einem Bett liegen, das so eingestellt war, dass die Beine höher positioniert waren als der Kopf, etwas, das ihnen bei der Vorbereitung für Chinas ersten bemannten Raumflug noch erspart geblieben war.
Fei Junlong und sein Partner Nie Haisheng lagen bei dem im Januar 2005 beginnenden Selektionsprozess immer an erster Stelle und hoben am 12. Oktober 2005 bei Schneefall bis kurz vor dem Start vom Kosmodrom Jiuquan ab. Eine der Aufgaben bei dieser Mission war es, die Stabilität des Shenzhou-Raumschiffs zu prüfen, wenn sich die Raumfahrer zwischen Rückkehrmodul und Orbitalmodul hin- und herbewegten und dabei Luken geöffnet und geschlossen wurden. Fei Junlong, der Ähnliches auf Fernsehbildern von der ISS gesehen hatte, machte einen vierfachen Salto, um die ruhige Lage des Raumschiffs zu demonstrieren.

### Verwaltungstätigkeit
Im April 2009 löste Fei Junlong, damals noch Großoberst, Generalmajor Shen Xingyun (申行运, * 1952), der selbst kein Raumfahrer war, als Kommandant des Raumfahrerkorps ab.
Ähnlich wie sein Amtsvorgänger bei der ersten Auswahlgruppe war es nun seine Aufgabe, den Selektionsprozess der nächsten Generation von Raumfahrern zu organisieren, die am 7. Mai 2010 in das Raumfahrerkorps der Volksbefreiungsarmee aufgenommen wurden. Bekanntestes Mitglied jener Gruppe ist die damalige Majorin Liu Yang, die 2012 bei der Mission Shenzhou 9 Chinas erste Frau im Weltall wurde.
Fei Junlong wurde im Juni 2011 zum Generalmajor befördert und wurde im Februar 2014 zusätzlich zu seiner Funktion als Kommandant des Raumfahrerkorps zum stellvertretenden Direktor des Chinesischen Raumfahrer-Ausbildungszentrums ernannt. Dort ist nun seine Aufgabe die Planung des Trainingsprogramms der Raumfahrer. Da er weiterhin aktiver Raumfahrer war, nahm er selbst an allen Übungseinheiten teil. Im Juni 2014 löste ihn Nie Haisheng als Kommandant des Raumfahrerkorps ab.

### Shenzhou 15
Im Dezember 2019 wurden die Mannschaften für die Bauphase der Chinesischen Raumstation eingeteilt.
Fei Junlong war als Kommandant zusammen mit Deng Qingming und Zhang Lu, die bis dahin noch keinen Raumflug absolviert hatten, für die Mission Shenzhou 15 vorgesehen, die drei trainierten aber auch dafür, notfalls als Ersatzmannschaft bei der Mission Shenzhou 14 fungieren zu können. Mitte 2020 gab er seinen Posten als stellvertretenden Direktor des Chinesischen Raumfahrer-Ausbildungszentrums auf,
um sich auf die sehr anspruchsvollen Missionen vorzubereiten. Am 29. November 2022 um 15:08 Uhr UTC startete die Mannschaft vom Kosmodrom Jiuquan zur Chinesischen Raumstation, wo sie sechseinhalb Stunden später ankam. Auf der Station wurden Fei Junlong und seine Kollegen von der vorherigen Besatzung erwartet, die, nachdem sich die neue Mannschaft an die Schwerelosigkeit gewöhnt hatte, am 4. Dezember 2022 zur Erde zurückkehrte.
Am 2. Dezember 2022, drei Tage nach der Ankunft, fand die Übergabe des symbolischen Raumstationschlüssels an Fei Junlong statt (bei dem tatsächlichen Schlüssel handelt es sich um einen Innensechskantschlüssel mit Quergriff, der für alle Luken passt und von dem bei jeder Luke ein Exemplar aufbewahrt wird). Damit ging die Position des Stationskommandanten von Chen Dong an Fei Junlong über.
Am 9. Februar 2023 führte Fei Junlong zusammen mit Zhang Lu einen siebenstündigen Außenbordeinsatz durch, bei dem die beiden am Wissenschaftsmodul Mengtian eine zusätzliche Pumpe installierten.
Drei weitere Außenbordeinsätze, immer zusammen mit Zhang Lu, folgten, bei denen modulübergreifende Datenleitungen installiert und an den aufgeklappten Außennutzlast-Plattformen des Wissenschaftsmoduls Mengtian Stützstreben montiert wurden.

## Sonstiges
Fei Junlong ist seit Mai 1985 Mitglied der Kommunistischen Partei Chinas.
Am 28. Juni 2006 wurde auch sein Vater Fei Changbao (费长宝, * 1936), der 1973 zunächst als Mitglied abgelehnt worden war, nach einjähriger Kandidatenzeit in die Partei aufgenommen.
Seit dem 17. Januar 2023 ist Fei Junlong zusammen mit seinem Raumfahrerkollegen Yang Liwei als eine von 83 speziell geladenen Persönlichkeiten (特别邀请人士) Mitglied der Politischen Konsultativkonferenz des chinesischen Volkes (Wang Yaping, zum Zeitpunkt ihrer Berufung fast 43 Jahre, sitzt als Vertreterin des Kommunistischen Jugendverbands in der Konsultativkonferenz).
Am 15. Dezember 2005 wurde der Asteroid des mittleren Hauptgürtels (9512) Feijunlong nach ihm benannt.